# Лащеновский
Лащёновский, вариант записи Лащеновский — хутор в Новониколаевском районе Волгоградской области России. Входит в состав Комсомольского сельского поселения. Население 5 чел. (2010), 56 % (2002) из них — казахи .

## История
В соответствии с Законом Волгоградской области от 22 декабря 2004 года № 975-ОД «Об установлении границ и наделении статусом Новониколаевского района и муниципальных образований в его составе», хутор вошёл в состав образованного Комсомольского сельского поселения.

## География
Расположен в северо-западной части региона, в степной зоне, в пределах Хопёрско-Бузулукской равнины. Два пруда.

## Население
| 2010 |
| ---- |
| 5    |

Гендерный состав
По данным Всероссийской переписи населения 2010 года в гендерной структуре населения из 5 человек мужчин — 3, женщин — 2 (60,0 и 40,0 % соответственно).
Национальный состав
Согласно результатам переписи 2002 года, в национальной структуре населения
казахи составляли 56 %, русские 42 % из общей численности населения в 66 чел..

## Инфраструктура
Было развитое сельское хозяйство, личное подсобное хозяйство.

## Транспорт
Просёлочные дороги.